# Доброгощанский сельсовет
Доброгощанский сельсовет (белор. Дабрагашчанскі сельсавет) — административная единица на территории Жлобинского района Гомельской области Республики Беларусь. Административный центр — деревня Доброгоща.

## История
16 сентября 2011 года деревня Подхвоёво упразднена.

## География
Расположен в юго-западной части Жлобинского района .
Граничит с Коротковичским, Папоротнянским сельсоветами Жлобинского района, Светлогорским районом Гомельской области.
Протекают реки: Березина
Расположен водоём: оз. Кривое

## Транспортная сеть
Проходит участок железной дороги: Жлобин-Калинковичи.

## Состав
Доброгощанский сельсовет включает 12 населённых пунктов:
- Абольцы — деревня
- Василевичи — деревня
- Доброгоща — деревня
- Дорогинь — деревня
- Забродье — деревня
- Курган — посёлок
- Мормаль — деревня
- Пиревичи — деревня
- Сельное — деревня
- Старина — деревня
- Ящицкий — посёлок
- Ящицы — деревня

Упразднённые населённые пункты:
- Подхвоёво — деревня[1]